# Dirichletfaltning
Dirichletfaltningen är en binär operator definierad för aritmetiska funktioner med användning inom talteorin.
Om f och g är två aritmetiska funktioner (dvs funktioner från de positiva heltalen till de komplexa talen) så definieras den nya aritmetiska funktionen f * g, Dirichletfaltningen av f och g som
{\displaystyle (f*g)(n)=\sum _{d|n,d>0}f(d)g(n/d)}
där summan tas över alla positiva delare d till n.
Några generalla egenskaper hos denna operator inkluderar:
- Om både f och g är multiplikativa är även f * g multiplikativ (Notera dock att faltningen av två komplett multiplikativa funktioner inte nödvändigtvis är komplett multiplikativ).
- f * g = g * f (kommutativitet)
- (f * g) * h = f * (g * h) (associativitet)
- f * (g + h) = f * g + f * h (distributivitet)
- f * ε = ε * f = f, där ε är funktionen som definieras ε(n) = 1 om n = 1 och ε(n) = 0 om n > 1.
- Till varje multiplikativ funktion f existerar det en multiplikativ funktion g så att f * g = ε.

Med addition och Dirichletfaltning bildar mängden av de aritmetiska funktionerna en kommutativ ring med multiplikativ enhet ε kallad Dirichletringen. Enheterna i denna ring är de aritmetiska funktionerna f med f(1) ≠ 0.
Vidare bildar de multiplikativa funktionerna med faltning en abelsk grupp med neutralt element ε.